# Josh Neer
Joshua Martin Neer, född 24 mars 1983, är en amerikansk MMA-utövare som bland annat har tävlat i organisationerna Ultimate Fighting Championship och Bellator MMA.